# Лесное (Иссык-Кульская область)
Лесное (кирг. Лесное) — село в Ак-Суйском районе Иссык-Кульской области Кыргызстана. Входит в состав Теплоключенского аильного округа. Код СОАТЕ — 41702 205 848 02 0.

## Население
По данным переписи 2009 года, в селе проживало 187 человек.